# 시나노강 학살 사건
시나노강 학살 사건(일본어: 信濃川虐殺事件)은 1922년 7월 일본제국 니가타현 쓰난정 시나노강 발전소 건설현장에서 오오쿠라 재벌에 고용된 100여 명의 조선인 노동자들이 살해된 사건이다.

## 상세

### 수력발전소 건설 시작
1922년 7월, 신에츠전력 주식회사(신월전력주식회사)는 시나노강의 지류인 나카쓰강에서 나카쓰강 제1발전소 등 수력발전소 건설을 개시했다. 오오쿠라 재벌이 그 시공사를 맡았다. 모집된 건설인부는 약 1,000 명이었는데 그 중 절반 이상인 600명 가량이 조선인이었다. 노동자들은 일본인·조선인을 막론하고 좁아터진 방에서 공동생활을 하는 소위 문어방 노동을 하면서 인해전술로 공사를 진행했다. 또한 십장들은 "근무태도가 나태하다" 등의 이유로 인부들에게 폭력을 행사했다.

### 시나노강의 조선인들의 시체
학대를 못 견디고 도망을 시도한 노동자들은 시나노강 발전소 공사소에서 오오쿠라 재벌의 십장들에게 살해되어 시나노강에 던져졌다. 노동자들의 시체는 상류에서 하류로 떠내려가 동년 7월 29일 요미우리 신문에 "신원 불명"의 시신 몇 구가 상류에서 흘러왔다는 기사를 처음 보도했다. 살해된 노동자들 중 조선인이 다수였기 때문에 재일본조선노동자상황조사위원회가 결성, 재일 조선인 노동조건에 대한 조사가 시작되었다. 동아일보는 국내 신문 중 최초로 이에 대한 기사를 냈으며, 조선총독부 경무국의 탄압을 받았다.

### 조선인들의 대응
시나노강 학살 사건에 박열이 소속되었던 사상단체 흑도회에서 조사 및 항의운동 등에 일정 구실을 하였다.

### 진상규명 실패
정확히 얼마나 많은 조선인 노동자들이 살해당했는지는 밝혀지지 않았으나, 100여명 정도가 될 것으로 추측된다.

### 결과
동년 11월 동 위원회를 추진한 사람들이 중심이 되어 도쿄조선노동동맹이 결성되었다. 시나노강 학살 사건을 직접 목격하였던 일본인들은 대부분 고령의 나이로 사망한 상태이다. 이 부근에는 순직자 위령비가 몇개가 세워져 있으나, 학살이 아닌 순직으로 기록되어 있다.

## 같이 보기
- 박열
- 시나노강
- 집단학살